# Limnophora kanoi
Limnophora kanoi är en tvåvingeart som beskrevs av Shinonaga 2005. Limnophora kanoi ingår i släktet Limnophora och familjen husflugor. Inga underarter finns listade i Catalogue of Life.